# Dolomedes
Dolomedes – rodzaj stosunkowo dużych (do ponad 3 cm), przeważnie związanych z wodą pająków z rodziny darownikowatych (Pisauridae). Do rodzaju Dolomedes należy kilkadziesiąt gatunków, między innymi występujących na wszystkich kontynentach poza Antarktydą.

## Gatunki
| - Dolomedes actaeus - Dolomedes albicomus - ?Dolomedes albicoxus - Dolomedes albineus - Dolomedes angolensis - Dolomedes angustivirgatus - Dolomedes angustus - Dolomedes annulatus - Dolomedes aquaticus - Dolomedes batesi - Dolomedes bistylus - Dolomedes boiei - Dolomedes bukhkaloi - Dolomedes chevronus - Dolomedes chinesus - Dolomedes chroesus - Dolomedes costatus - Dolomedes crosbyi - Dolomedes dondalei - Dolomedes eberhardarum - Dolomedes elegans - Dolomedes facetus - Dolomedes fageli - Dolomedes femoralis - Dolomedes fernandensis - Dolomedes fimbriatus - Dolomedes flaminius - Dolomedes fontus - Dolomedes furcatus - Dolomedes fuscipes - Dolomedes fuscus - Dolomedes gertschi - Dolomedes gracilipes | - Dolomedes guamuhaya - Dolomedes habilis - Dolomedes holti - Dolomedes horishanus - Dolomedes hyppomene - Dolomedes instabilis - Dolomedes intermedius - Dolomedes japonicus - Dolomedes kalanoro - Dolomedes karschi - Dolomedes lafoensis - Dolomedes laticeps - Dolomedes lesserti - Dolomedes lomensis - Dolomedes machadoi - Dolomedes macrops - Dolomedes mendigoetmopasi - Dolomedes minahassae - Dolomedes minor - Dolomedes mizhoanus - Dolomedes naja - Dolomedes neocaledonicus - Dolomedes nigrimaculatus - ?Dolomedes noukhaiva - Dolomedes ohsuditia - Dolomedes okefinokensis - Dolomedes orion - Dolomedes palmatus - Dolomedes palpiger - Dolomedes paroculus - Dolomedes pegasus - Dolomedes petalinus | - Dolomedes plantarius - Dolomedes pullatus - Dolomedes raptor - Dolomedes raptoroides - Dolomedes saganus - Dolomedes schauinslandi - Dolomedes scriptus - Dolomedes senilis - Dolomedes signatus - Dolomedes silvicola - Dolomedes smithi - Dolomedes spathularis - Dolomedes stilatus - Dolomedes straeleni - Dolomedes striatus - Dolomedes submarginalivittatus - Dolomedes sulfureus - Dolomedes sumatranus - Dolomedes tadzhikistanicus - Dolomedes tenebrosus - Dolomedes titan - Dolomedes toldo - Dolomedes transfuga - Dolomedes triton - Dolomedes upembensis - Dolomedes vatovae - Dolomedes vittatus - Dolomedes wetarius - Dolomedes wolastoni - Dolomedes yawatai - Dolomedes zatsun - Dolomedes zhangjiajiensis |

W Europie, w tym w Polsce, występują dwa gatunki: bagnik przybrzeżny (Dolomedes fimbriatus) i bagnik nadwodny (Dolomedes plantarius).